# Апухтин, Пётр Акимович
Пётр Акимович Апухтин (1900 — 1958, Ленинград) — советский специалист в области приближённых методов расчёта мощности судов и сопротивления воды, кораблестроитель. Директор одного из известных проектных бюро по созданию дизельных подводных лодок ЦКБ-18 (ЦКБ МТ "Рубин") (1940 - 1943 гг.).

## Биография
П. А. Апухтин в 1928 году поступил на кораблестроительный факультет Ленинградского политехнического института. в связи с разделением ЛПИ на отраслевые вузы в 1933 г. окончил Ленинградский кораблестроительный институт. 
В период гражданской войны принимал участие в партизанском движении. Служил в Красной Армии. 
После 1933 г. работал  на предприятиях судостроительной промышленности. С 1931 по 1940 гг. работал в испытательном бассейне ЦНИИ им. акад. А. Н. Крылова. Занимался исследованиями в области ходкости подводных лодок.
С 10 января 1940 г. по 13 апреля 1943 г. был назначен начальником ЦКБ-18 Народного комиссариата судостроительной промышленности СССР.  П. А. Апухтин занимался исследованиями в области создания оптимальных обводов новых типов кораблей. 
В 1943 г. организовал создание нового испытательного опытового бассейна для ЦКБ-112 в г. Горьком (1943). С 1944 г. зав. лабораторией, преподавал в Ленинградском кораблестроительном институте на кафедре теории корабля. 
Руководил восстановлением опытового бассейна ЦНИИ им. акад. А. Н. Крылова, разрушенного во время блокады в Великую Отечественную войну. Помогал восстанавливать в институте лабораторию теории корабля. 
Специалист в области сопротивления воды, особенно на мелководье. К. т. н. (1946). 
Основные труды - «Сопротивление воды движению судов», П. А. Апухтин, Я. И. Войткунский, Из-во Машгиз, Москва - Ленинград, 1953 г. 
Приближённые методы расчёта мощности судов. Глиссирующие и мореходные катера.

## Награды
- Орден Трудового Красного Знамени (1944)